# Vezio Terzi
Vezio Terzi (Aulla, 9 settembre 1914 – Rofrano, 6 marzo 1944) è stato un militare e aviatore italiano, particolarmente distintosi durante il corso della seconda guerra mondiale, dove fu decorato con due Medaglie d'argento e una di bronzo al valor militare. Perse la vita in un incidente aereo durante una missione di trasporto di preziosi documenti relativi ad un processo contro membri del Partito Fascista Repubblicano operanti in Sardegna. Le misteriose circostanze dell'incidente, e la sparizione dei documenti, suscitarono i sospetti l'allora Ministro della guerra generale Taddeo Orlando.

## Biografia

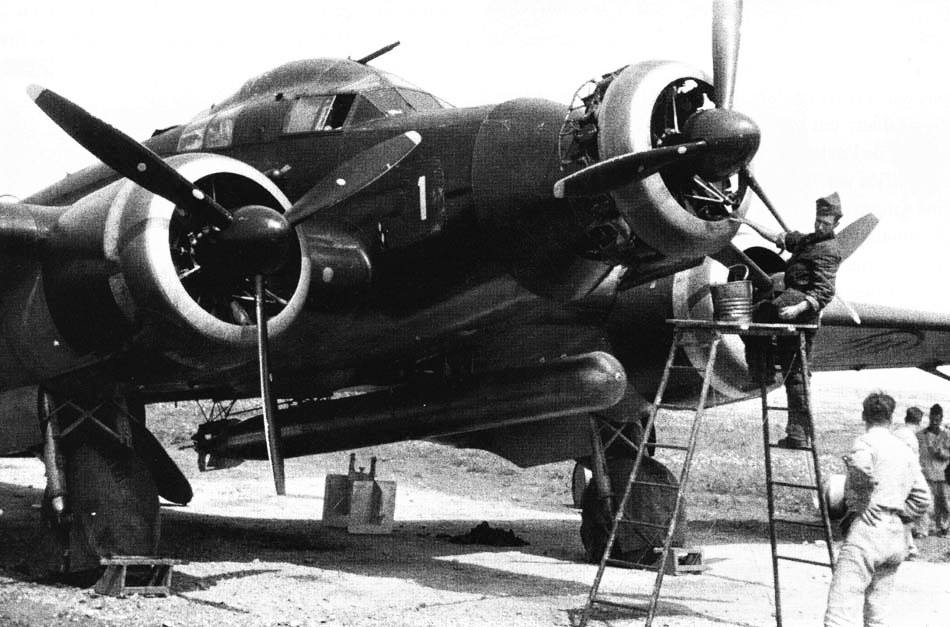
Caricamento di un siluro a bordo di un trimotore S.79 Sparviero.

Nacque a Aulla, provincia di Massa-Carrara, il 9 settembre 1914, figlio di Pietro Arnaldo e Gilda Frola. Arruolatosi nella Regia Aeronautica, all'atto dell'entrata in guerra del Regno d'Italia, avvenuta il 10 giugno 1940, si trovava in forza ai reparti da bombardamento dell'Aviazione dell'Africa Orientale Italiana. Rientrò in Patria in occasione dell'avventuroso volo di tre velivoli da trasporto Savoia-Marchetti S.M.73 (I-NOVI, I-ARCO e I-VADO) che partirono da Addis Abeba alla 16:15 del 3 aprile 1941, e via Gedda, in Arabia Saudita, e Bengasi, in Africa Settentrionale Italiana, i tre trimotori riuscirono a raggiungere l'aeroporto di Roma-Urbe tra il 12 I-NOVI, I-ARCO) e il 13 maggio (I-VADO). Rientrato in Italia chiese, ed ottenne, di essere trasferito alla specialità aerosiluranti. Assegnato al 3º Nucleo Aerosiluranti del 108º Gruppo, il 28 novembre 1942 partecipò insieme al tenente Francesco Di Bella e al capitano Giulio Marini, volando su di un Savoia-Marchetti S.79 Sparviero, ad un attacco contro un convoglio alleato nel corso dell'operazione Torch, che navigava lungo le coste algerine, in direzione di Algeri e Bona.
Trasferito alla 281ª Squadriglia del 132º Gruppo di stanza a Villacidro, Sardegna, la notte del 16 agosto 1943 avvistò a 16 miglia da Capo De Garde (Bona), la nave da carico statunitense da 7.126 tonnellate di dislocamento Benjamin Contee, proveniente da Bona e diretta ad Orano che, a sua insaputa, trasportava 1.800 prigionieri di guerra italiani. Colpita dal siluro, il mercantile ebbe danni così vasti che non fu mai riparato del tutto, venendo usato durante lo sbarco in Normandia, nel giugno 1944, come elemento di uno dei porti artificiali. Purtroppo molti prigionieri italiani persero la vita  nel corso dell'attacco.

### Il mistero dell'ultimo volo
Decorato con due Medaglie d'argento e una di bronzo al valor militare, all'atto dell'armistizio dell'8 settembre 1943 rimase fedele al legittimo governo Badoglio, entrando poi a fare parte dell'Italian Co-Belligerent Air Force (ICAF). Il 6 marzo 1944 decollò dall'aeroporto di Lecce a bordo di un trimotore da trasporto Savoia-Marchetti S.M.83 (MM.458), raggiungendo il campo d'aviazione di Gaudo, nei pressi di Paestum.
Alle 15:00 dello stesso giorno l'S.M.83 ridecollò da Gaudo con a bordo il capitano di fanteria Menotti Mario Lo Pane, procuratore del Re presso il Tribunale militare del VII Corpo d'armata, e il maggiore d'artiglieria Omero Badiali. Lo Pane aveva preso in consegna dei documenti riguardanti il processo a carico dell'ex console della Milizia Volontaria Sicurezza Nazionale Giovanni Martini, e di altre personalità coinvolte in un tentativo di organizzazione di un comitato d'azione del Partito Fascista Repubblicano in Sardegna. Il processo di primo grado a loro carico si stava tenendo presso il Tribunale militare di Oristano, e i detti documenti dovevano arrivare a Lecce per essere sottoposti ad esame della Commissione Alleata di Controllo e del Ministero della guerra. Giunto sulla verticale di Rofrano l'aereo fu udito emettere suoni assordanti, e poi venne sentito precipitare. Sulla zona imperversava una tormenta di neve, e il sindaco del paese Felice Lo Guercio poté organizzare una spedizione di soccorso solo il giorno successivo. La carcassa dell'aereo fu trovata a 800 m di quota sul Monte Centaurino, in località Piano del Pazzo. Il pilota Terzi fu trovato riverso al suo posto di pilotaggio, mentre i corpi di alcuni degli altri membri dell'equipaggio vennero trovati ad alcune centinaia di metri dal relitto dell'S.M.83. I carabinieri intervenuti sul posto elencarono tutti gli oggetti ritrovati, con dovizia di particolari, mentre mancavano le carte trasportate dal capitano Lo Pane. Tale circostanza non sfuggì all'attenzione del Ministro della guerra generale Taddeo Orlando, che la trovò estremamente sospetta, tanto da richiedere per iscritto, il 19 maggio, spiegazioni alla Legione territoriale dei Regi Carabinieri di Napoli. Il comando di tale Legione rispose il 9 giugno,  dichiarando che un contadino aveva visto un ufficiale di amministrazione incaricato del recupero degli effetti personali delle vittime trovare un plico di documenti indirizzati al comando inglese di Lecce ed una borsa di pelle marrone. Detto ufficiale distrusse alcuni dei documenti rinvenuti in quanto da lui ritenuti non importanti.

### Annotazioni
1. ↑  Dei 1.800 prigionieri presenti a bordo, 264 persero la vita nel tentativo di abbandonare la nave e 142 rimasero feriti.
2. ↑  Insieme a lui vi erano: maresciallo di prima classe Ugo Carabelli di Milano, marescialli di terza classe Nicola Cavacece di Piedimonte San Germano e Giovanni Capria di Palmi, sergente maggiore Giovanni Bellena di San Vendemiano, aviere scelto Antonio Fontana di Tavernole sul Mella.

### Fonti
1. ↑  Pierro 2016, p. 51.
2. ↑  Antonini 2003, p. 287.
3. ↑  Brotzu, Caso, Cosolo 1975, p. 32.
4. ↑  Mattioli 2014, p. 64.
5. 1 2 3  Mattioli 2014, p. 76.
6. 1 2 3 4 5 6  Pierro 2016, p. 52.
7. ↑  Brotzu, Caso, Cosolo 1975, p. 74.
8. 1 2 3 4 5 6 7  Pierro 2016, p. 53.